# Oziorsk (obwód królewiecki)
Oziorsk, Darkiejmy (ros. Озёрск; niem. Darkehmen; lit. Darkiemis) – miasto w Rosji, w obwodzie królewieckim. W 2021 roku liczyło ok. 3,8 tys. mieszkańców.
Miejscowość położona nad rzeką Węgorapą, około 25 kilometrów na południowy zachód od Gąbina i 20 kilometrów na północny zachód od Gołdapi, w pobliżu (10 km) granicy z Polską.

## Historia

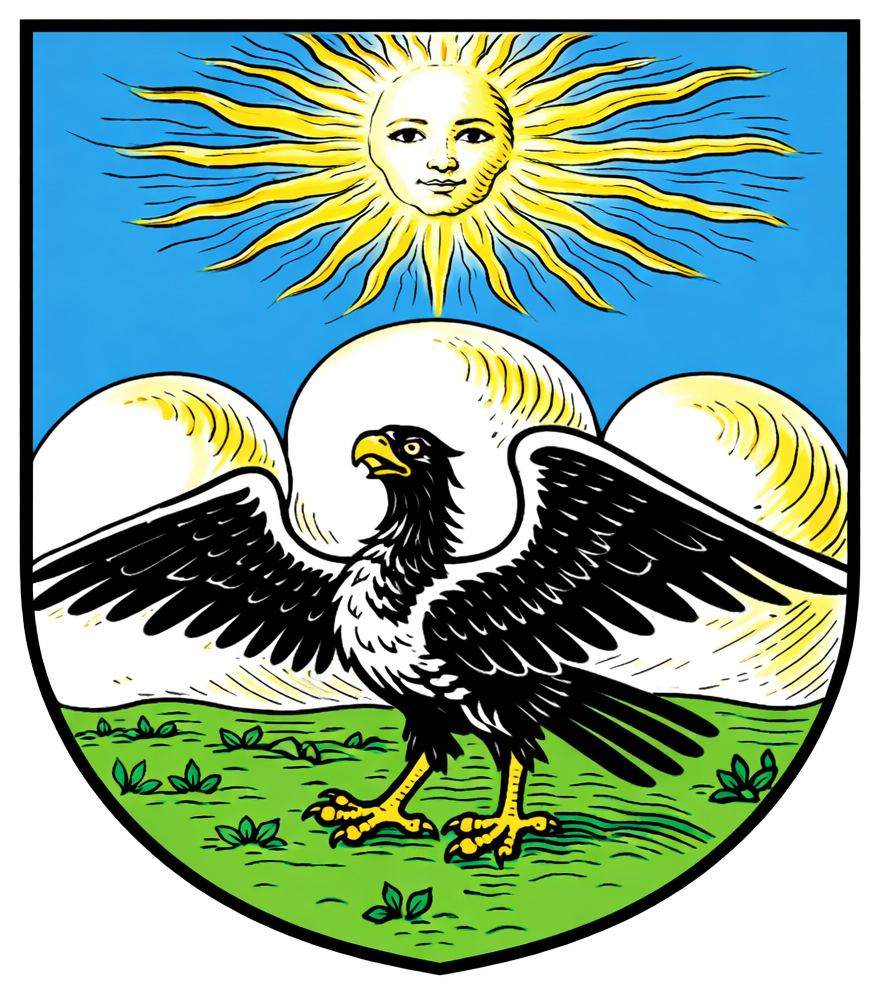
Historyczny herb miasta

Pierwsze wzmianki o Darkiejmach pochodzą z 1539. Osada leżała w Prusach Książęcych będących do 1657 lennem Królestwa Polskiego.
W 1615 powstał drewniany kościół, a w 1706 roku otwarto szkołę. 10 stycznia 1726 roku miejscowość uzyskała prawa miejskie. W 1754 zbudowano nowy kościół murowany na miejscu starego (przebudowany w 1842). W połowie XVIII wieku miasto liczyło około 1000 mieszkańców. W wyniku starań władz pruskich do miasta napływali liczni imigranci z odległych państw niemieckich, głównie z okolic Salzburga. W czasie wojny siedmioletniej miasto zostało poważnie zniszczone. W 1723 w pobliżu Darkiejm założono stajnie królewskie (króla Prus), które później dały początek słynnej stadninie w Trakenach. W 1777 wybudowano ratusz miejski. Po reformie administracyjnej Prus od 1818 roku miasto było siedzibą powiatu. W 1878 do miasta dotarła linia kolejowa Wystruć-Gołdap-Ełk, jednak dworzec kolejowy był ulokowany około 3 km od miasta we wsi Ströpken. Dopiero w 1913 roku po otwarciu linii kolejowej do Gąbina (obecnie Gusiew) miasto zyskało prawdziwy dworzec kolejowy. W 1886 uruchomiono pierwsze na terenie Prus Wschodnich elektryczne oświetlenie ulic. W 1907 roku uruchomiono elektrownię miejską.

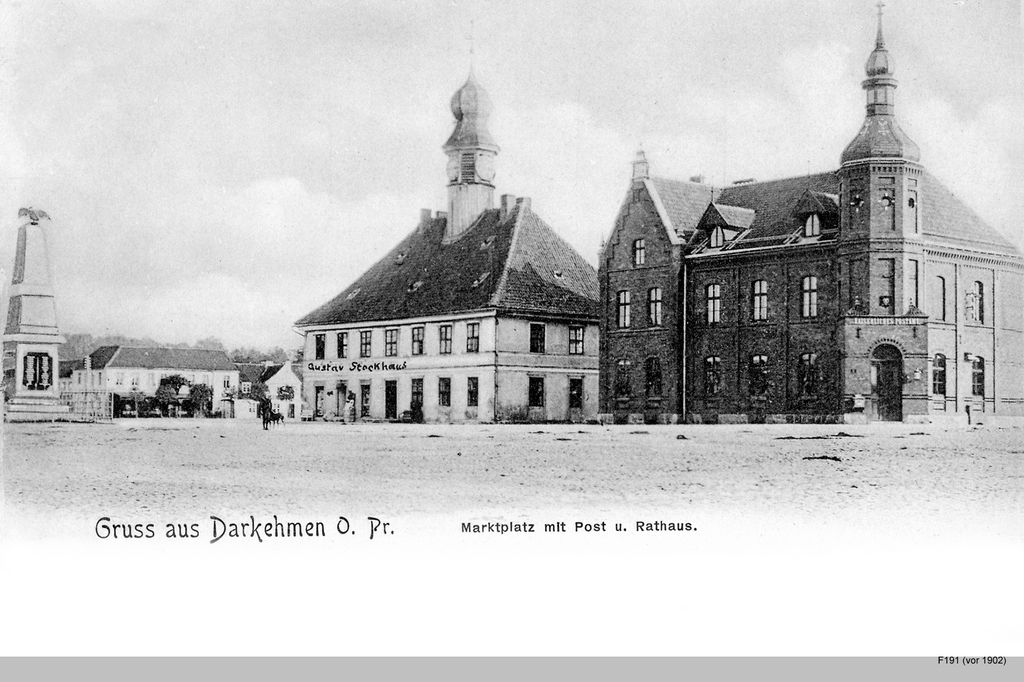
Rynek z ratuszem i pocztą przed 1902 rokiem

W czasie działań wojennych podczas I wojny światowej miasto zostało zajęte przez armię rosyjską i częściowo zniszczone (wschodnia część miasta, 2 pierzeje rynkowe). Odbudowa miasta trwała do 1922 r. pod kierunkiem architekta okręgowego Maula. W 1938 nazwę miasta zmieniono na Angerapp (niemiecka nazwa rzeki Węgorapy), gdyż nazwa Darkehmen pochodzi z języka litewskiego, co przeszkadzało rządom nazistowskim. W 1939 roku miasto liczyło 4336 mieszkańców.
Miasto zostało zdobyte przez oddziały 2. Frontu Białoruskiego w dniu 22 stycznia 1945 roku. Początkowo wiosną 1945 radziecka administracja wojskowa przekazała polskim władzom kontrolę nad powiatem darkiejmskim, lecz już jesienią tego roku przesunięto granicę na południe, włączając Darkiejmy do ZSRR. W 1946 roku jej nazwę zmieniono na Озёрск.

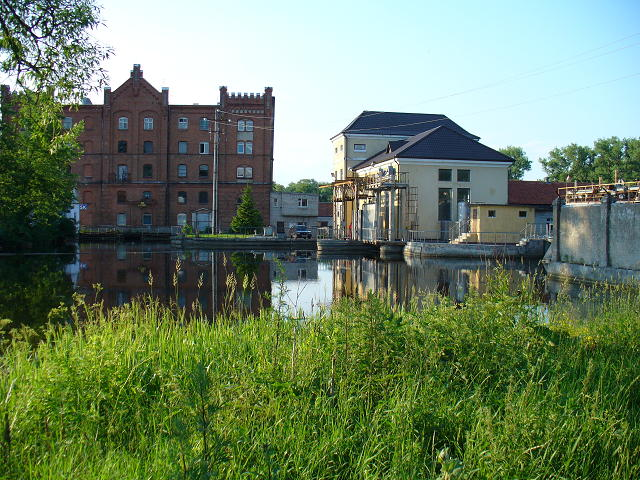
Rzeka Węgorapa w Oziorsku

Pod koniec lat 90. XX wieku w mieście osiadła ponad 200-osobowa grupa Polaków zesłanych z rejonu Żytomierza do Kazachstanu w 1936 i ich potomków zamieszkujących wsie Jasna Polana i Zielony Gaj, którzy skorzystali z rosyjskiego prawodawstwa repatriacyjnego i osiedliła się w pobliżu Polski. Grupa ta korzysta z Domu Polskiego, powstałego w 2000 w wyniku starań Stowarzyszenia „Wspólnota Polska”.

## Demografia
Skład narodowościowy i etniczny miasta w 2010 na podstawie danych z rosyjskiego spisu powszechnego:

1. Rosjanie: 85,7%
2. Białorusini: 3,8%
3. Ukraińcy: 3,1%
4. Polacy: 2,1%
5. Ormianie: 2,0%
6. Niemcy: 1,2%
7. Litwini: 0,5%
8. Tatarzy: 0,3%

## Zabytki
Zabudowa miasta w części zachowana, m.in.:
- ruiny neogotyckiego kościoła ewangelickiego z 1842 r. z przekrzywioną wieżą
- budynek elektrowni wodnej
- gmach poczty z 1897 r.
- domy i kamieniczki z XIX/XX w.
- budynek browaru z pocz. XX w.
- dawne koszary
- Willa Wiechert przy dawnej ul. Gołdapskiej z 1921 r.